# Mychajlopil
Mychajlopil (ukrainisch Михайлопіль; russisch Михайлополь Michailopol) ist ein Dorf in der ukrainischen Oblast mit etwa 500 Einwohnern (2001).

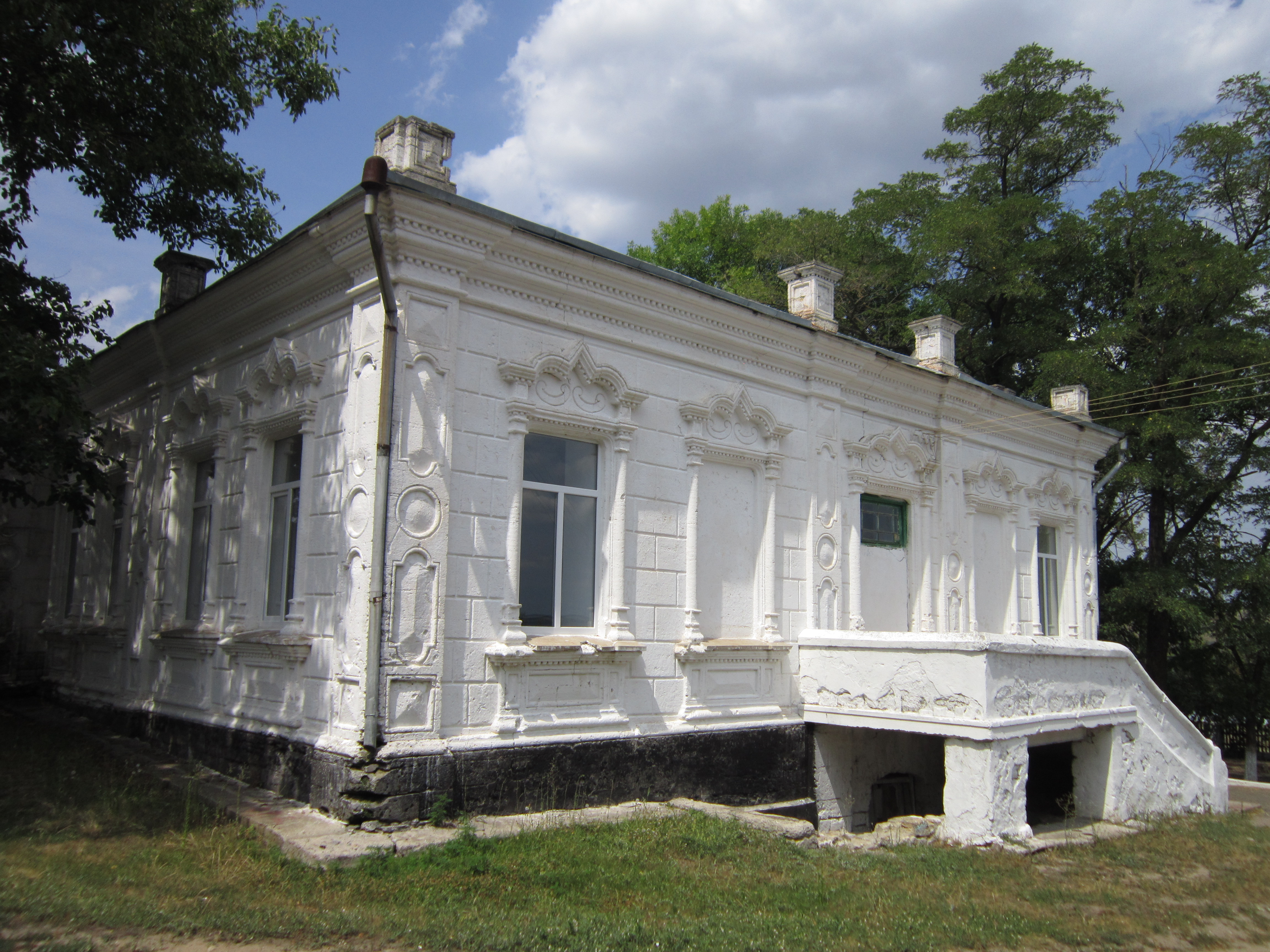
Jukowskihaus

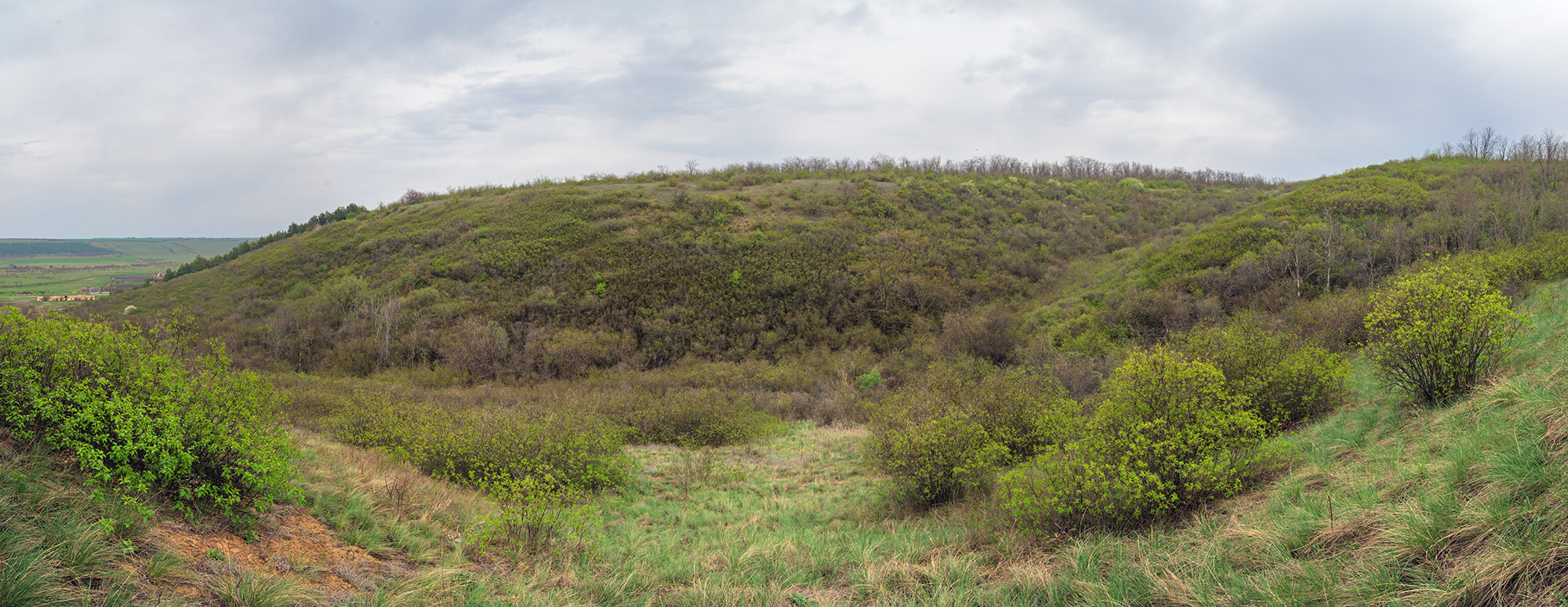
Botanisches Naturdenkmal bei Mychajlopil

Das im frühen 19. Jahrhundert von geflüchteten Leibeigenen aus der Rechtsufrigen Ukraine gegründete Dorf gehört seit dem 18. August 2016 administrativ zur Landgemeinde Konopljane (Коноплянська сільська об’єднана територіальна громада Konopljanska silska objednana terytorialna hromada) im Norden des Rajon Iwaniwka. Zuvor war das Dorf das Zentrum einer eigenständigen Landratsgemeinde, zu der noch die Dörfer Koslowe (Козлове) und Marzijanowe (Марціянове) gehörten.
Seit dem 17. Juli 2020 ist sie ein Teil des Rajons Beresiwka.
Die Ortschaft liegt auf einer Höhe von 25 m am Ufer des Welykyj Kujalnyk, einem 150 km langen Zufluss des Schwarzen Meeres, 7 km nordwestlich vom Gemeindezentrum Konopljane (Конопляне, ⊙), 14 km nördlich vom ehemaligen Rajonzentrum Iwaniwka und 80 km nördlich vom Oblastzentrum Odessa.
Durch das Dorf verläuft von Nord nach Süd die Regionalstraße P–71 und von West nach Ost die Territorialstraße T–16–16.